# Salpeterhütte Quedlinburg

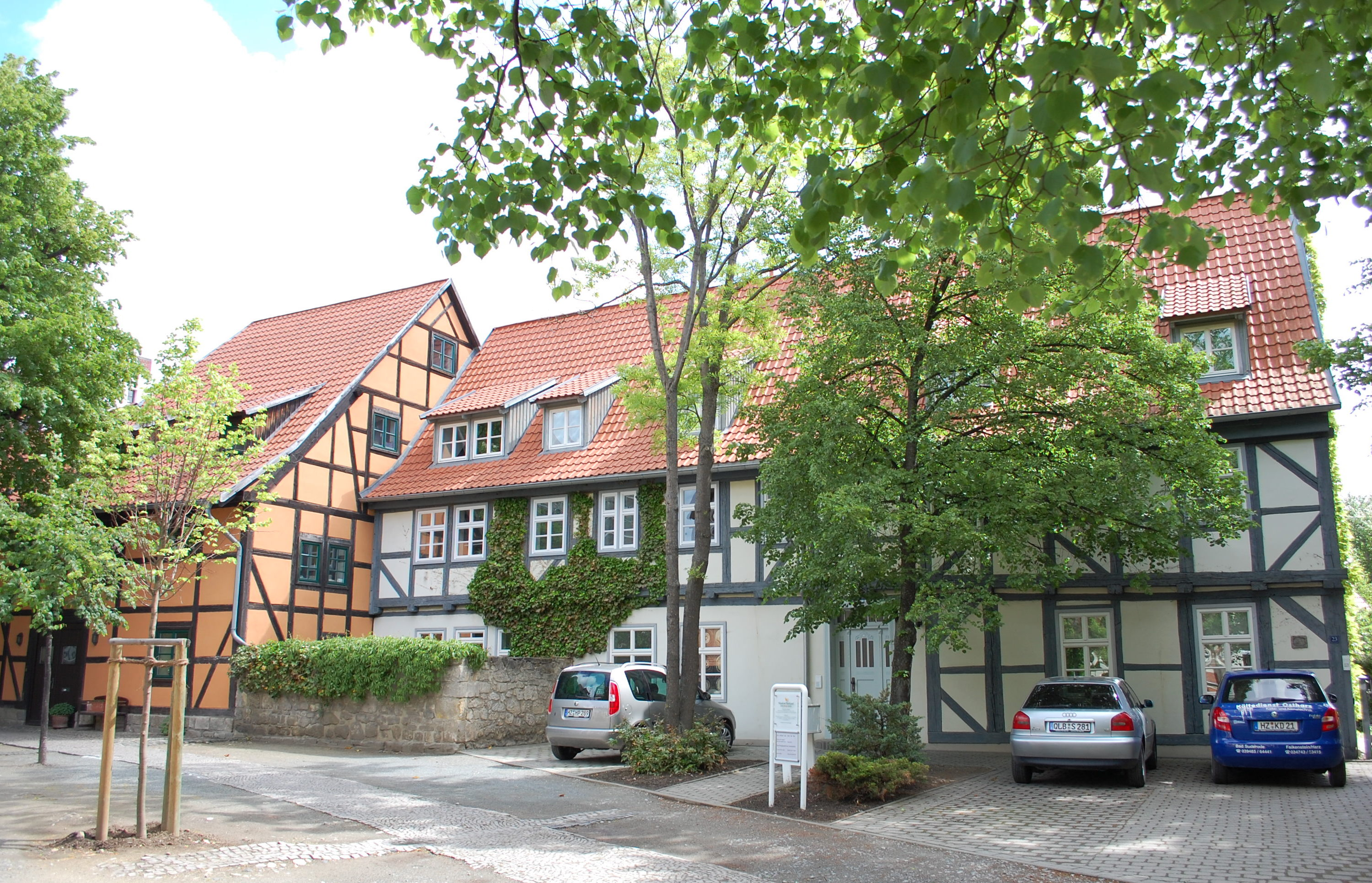
Gebäude der ehemaligen Salpeterhütte Quedlinburg in der Adelheidstraße 23

Die Salpeterhütte Quedlinburg in der Stadt Quedlinburg in Sachsen-Anhalt produzierte Salpeter zur Herstellung von Schwarzpulver. Die an der Adresse Adelheidstraße 23 erhalten gebliebenen Gebäude stehen unter Denkmalschutz und sind im Quedlinburger Denkmalverzeichnis eingetragen.

## Architektur und Geschichte
Die im Wesentlichen im 17. und 18. Jahrhundert entstandenen Gebäude befanden sich ursprünglich außerhalb der Stadt. Heute reiht sich die Anlage, etwas versetzt, in die Ende des 19. Jahrhunderts entstandene Villenbebauung der Adelheidstraße ein und ist in diesem Umfeld die älteste Bebauung. Während die Adelheidstraße heute westlich an der Salpeterhütte entlangführt, verlief sie ursprünglich östlich des Hauses in Richtung der nahe gelegenen Bode. So ist es zu erklären, dass der Schmuck der Fassade des Fachwerkhauses zur heutigen Hofseite zeigt.
Das als Wohn- und Verwaltungsgebäude errichtete, eher schlichte zweistöckige Fachwerkhaus wurde 1668 von Andreas Schröder gebaut. Auf ihn verweist die mit einem Beil versehene Bauinschrift A.SCHRO.
Als Pächter der Hütte ist für das Jahr 1537 Marcus Müller der Ältere, der Ururgroßvater des Ascanius Pflaume, überliefert.